# Tetracis impunctata
Tetracis impunctata là một loài bướm đêm trong họ Geometridae.